# Émile Javal
 (mai 2021).
Si vous disposez d'ouvrages ou d'articles de référence ou si vous connaissez des sites web de qualité traitant du thème abordé ici, merci de compléter l'article en donnant les références utiles à sa vérifiabilité et en les liant à la section « Notes et références ».
Pour les autres membres de la famille, voir Famille Javal.
Louis Émile Javal est un ingénieur, médecin ophtalmologue, espérantiste et homme politique français né le 5 mai 1839 à Paris et mort le 20 janvier 1907 à Paris 7e, considéré comme le père de l'orthoptie.

## Biographie
Issu d'une famille juive alsacienne originaire de Seppois-le-Bas (Haut-Rhin), Émile Javal est l'aîné des enfants de Léopold Javal, député républicain de l'Yonne sous le Second Empire. Il fait ses études au lycée Bonaparte (aujourd'hui lycée Condorcet) à Paris, en compagnie de Sully Prudhomme et de Sadi Carnot, qui resteront ses amis. Admis à l'École des mines (promotion 1860 de l'École des Mines de Paris, il fut l'un des fondateurs et l'un des premiers trésoriers de l'Association amicale des élèves de l'École supérieure des Mines de Paris), il dirige les mines de l'Hérault. Mais, dans l'espoir de guérir sa sœur cadette, Sophie, atteinte d'un fort strabisme, il décide d'entreprendre des études de médecine et de se spécialiser en ophtalmologie.
Le 30 juillet 1867 à Francfort-sur-le-Main, il épouse Maria Ellissen (1847-1933), fille du banquier Maurice Elissen et sœur d'Anna Ellissen (1856-1929) qui épousera le critique d'art Louis Gonse (1846-1921). Le couple aura cinq enfants : Alice (née en 1869, future Mme Lazare Weiller), Jeanne (née en 1871, future Mme Paul Louis Weiss et mère de la féministe Louise Weiss), Jean (1871-1915), Adolphe (1873-1944), Mathilde (née en 1876), future Mme Jacques Helbronner.
Émile Javal devient un ophtalmologiste très en vue. Pendant la guerre de 1870, il est chirurgien-major de l'armée de Paris. Il invente l'ophtalmomètre et l'iconoscope et codirige, avec Edmond Landolt (1846-1926), jusqu'en 1898 le laboratoire d'ophtalmoscopie de la Sorbonne, qu'il crée en 1879. Ses travaux sur le strabisme montrent la possibilité de rééduquer certains patients à l'aide d'exercices. Cette méthode lui permet de guérir effectivement sa sœur. En 1885, il est élu à l'Académie de médecine. Il est chevalier puis officier de la Légion d'honneur.
En 1896, il fait partie des fondateurs de l'Alliance nationale pour l'accroissement de la population française.
Il tient une rubrique régulière dans le grand quotidien Le Temps. Passionné de typographie et de graphologie et ami intime d'Émile Zola, il est sollicité pour expertiser l'écriture des documents invoqués pour accabler le capitaine Dreyfus lors du second procès en 1899. Il s'intéresse également à la physiologie de la lecture, qu'une commission ministérielle le charge d'étudier en 1884.
Conseiller général de l'Yonne, il retrouve de 1885 à 1889 le mandat de député de l'Yonne (arrondissement de Sens) qui avait été celui de son père. Il se situe à gauche quoique non inscrit. Fondateur en 1880 de la Ligue contre la dépopulation, son mandat lui permet de faire voter la loi Javal, qui exonère de la plupart des contributions directes les familles de 7 enfants et plus.

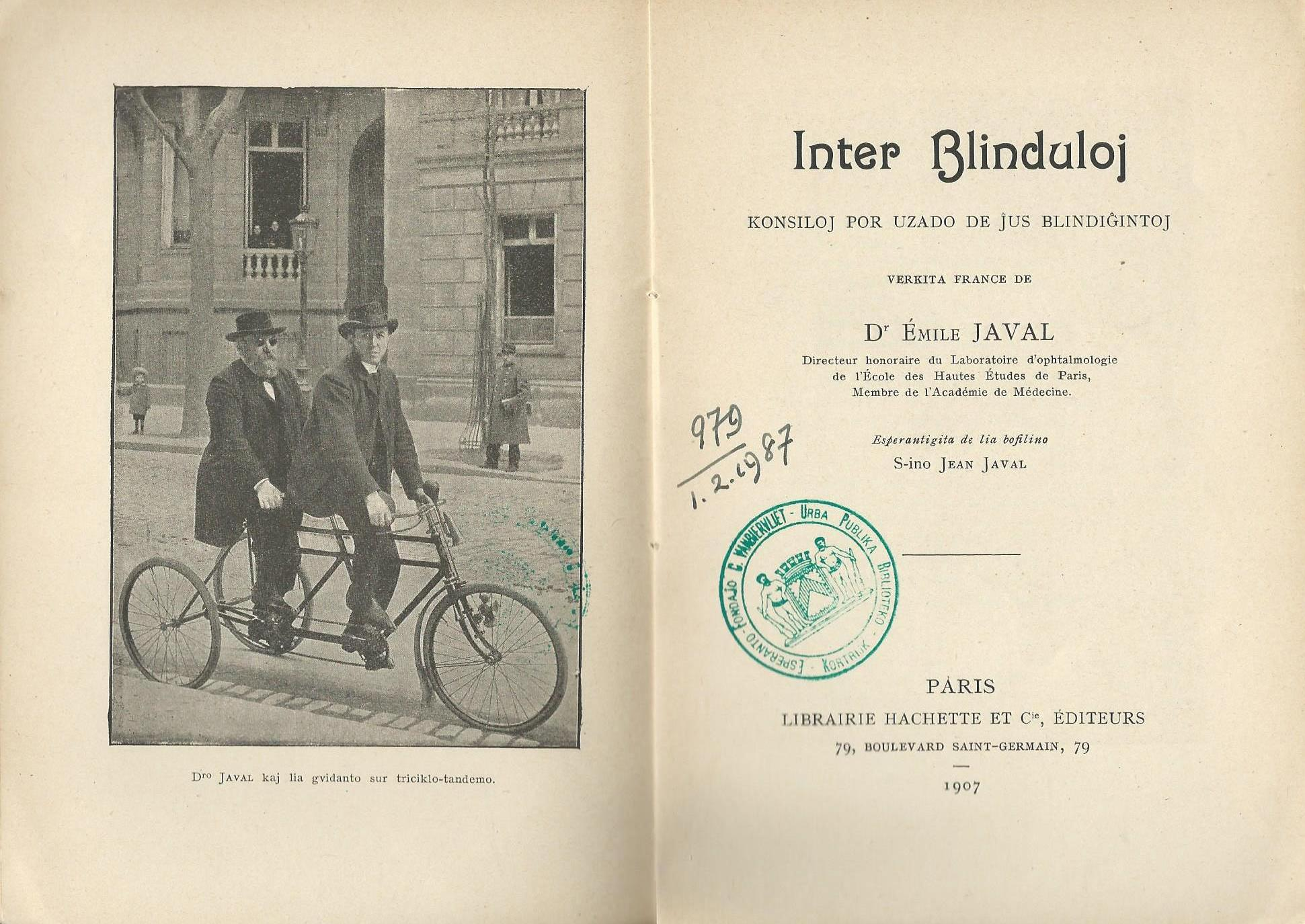
Emile Javal à l'arrière de son tandem tricycle, 1907

À la fin de sa vie, rendu aveugle par un glaucome, il s'intéresse à la condition des aveugles, écrivant un livre de conseils pratiques, Entre aveugles, et faisant construire un appareil lui permettant d'écrire en déplaçant automatiquement la feuille de papier à la fin de chaque ligne, et un tandem tricycle qui, piloté par un voyant, lui permet d'entretenir sa condition physique.
À Paris, Émile Javal habite un hôtel particulier au 5 boulevard de la Tour-Maubourg. Il possède également le château du parc de Béarn à Saint-Cloud.
Il meurt à son domicile en 1907 d'un cancer de l'estomac et est inhumé au cimetière du Père-Lachaise (7e division),, à Paris.

## Émile Javal et l'espéranto
Sa grande passion fut l'espéranto mais, même s'il était acquis de bonne heure à sa cause, il ne le pratiqua qu'à partir de 1903 et assista aux congrès de Boulogne-sur-Mer et de Genève. Il hébergea Zamenhof pendant son séjour à Paris et ils furent ensuite de grands amis. Tout de suite après le Congrès de Boulogne-sur-Mer, il aida à la fondation de l'Office central d'espéranto et jusqu'à sa mort s'occupa de l'aider financièrement, ne l'oubliant pas dans son testament.
Dès qu'il eut appris l'espéranto, aidé en cela par sa parfaite connaissance de plusieurs langues étrangères[réf. souhaitée], il devint malgré son âge et son infirmité un des espérantistes les plus adroits et les plus compétents car il se faisait lire presque tous les ouvrages, anciens et récents, sur l'histoire et les progrès de la langue. Il se servit de ses nombreuses relations pour favoriser les progrès vers l'officialisation de la langue et intervint efficacement pour faire obtenir la Légion d'honneur à Zamenhof à l'occasion du Congrès de Boulogne-sur-Mer. Esprit très curieux et ami du progrès, à l'affût des perfectionnements, il souhaitait des réformes en espéranto et plus d'une fois, il en discuta avec Zamenhof qui finit par voir le danger de cette attitude. Les dernières années, il ne vivait plus guère que pour l'espéranto. Il fut membre du Comité linguistique (Lingva Komitato) de 1905.

## Distinctions
- Officier de la Légion d'honneur (1900)[4].

## Travaux
- Du strabisme, dans ses applications à la théorie de la vision, Thèse de Doctorat, Paris, 1868.
- Un ophtalmomètre pratique, Annales d'oculistique, L. E. Javal, H. Schiötz: Paris, 1881.
- Manuel théorique et pratique du strabisme, G. Masson Éditeur Libraire de l'Académie de Médecine, Paris, 1896.
- Entre aveugles, Paris, 1903 (traduit en allemand, anglais et espéranto).
- Physiologie de la lecture et de l'écriture ; suivie de déductions pratiques relatives à l'hygiène, aux expertises en écriture et aux progrès de la typographie, de la cartographie, de l'écriture en relief pour les aveugles, etc, Paris, Félix Alcan, coll. « Bibliothèque scientifique internationale », 1905; Bibliographie dans les Annales d'oculistique, Paris, 1907,

Il est aussi le traducteur, en français de :
- Optique physiologique, de Hermann von Helmholtz, avec la collaboration de N. Th. Klein, Paris : chez Victor Masson & fils, 1867 (→ en ligne)